# Eleições legislativas portuguesas de 1985 no distrito de Bragança
| Eleições legislativas portuguesas de 1985 Distritos: Aveiro \| Beja \| Braga \| Bragança \| Castelo Branco \| Coimbra \| Évora \| Faro \| Guarda \| Leiria \| Lisboa \| Portalegre \| Porto \| Santarém \| Setúbal \| Viana do Castelo \| Vila Real \| Viseu \| Açores \| Madeira \| Estrangeiro |

## Resultados por Concelho
Os resultados nos concelhos do Distrito de Bragança foram os seguintes:

### Alfândega da Fé
| Partido                 | Partido                           | Votos | %               | +/-  |
| ----------------------- | --------------------------------- | ----- | --------------- | ---- |
|                         | Partido Social Democrata          | 1 823 | 42,37 / 100,00  | 2,93 |
|                         | Partido Socialista                | 867   | 20,15 / 100,00  | 6,83 |
|                         | Centro Democrático e Social       | 655   | 15,22 / 100,00  | 2,92 |
|                         | Aliança Povo Unido                | 308   | 7,16 / 100,00   | 0,30 |
|                         | Partido Renovador Democrático     | 252   | 5,86 / 100,00   | Novo |
|                         | Partido Socialista Revolucionário | 56    | 1,30 / 100,00   | 0,76 |
|                         | Partido da Democracia Cristã      | 54    | 1,25 / 100,00   | 0,47 |
|                         | União Democrática Popular         | 46    | 1,07 / 100,00   | 0,57 |
|                         | Outros                            | 68    | 1,57 / 100,00   |      |
| Votos Inválidos         | Votos Inválidos                   | 174   | 4,04 / 100,00   | 0,12 |
| Total                   | Total                             | 4 303 | 100,00 / 100,00 |      |
| Eleitorado/Participação | Eleitorado/Participação           | 6 082 | 70,75 / 100,00  | 1,79 |

### Bragança
| Partido                 | Partido                       | Votos  | %               | +/-  |
| ----------------------- | ----------------------------- | ------ | --------------- | ---- |
|                         | Partido Social Democrata      | 6 610  | 36,15 / 100,00  | 3,43 |
|                         | Partido Socialista            | 4 701  | 25,71 / 100,00  | 9,26 |
|                         | Centro Democrático e Social   | 2 852  | 15,60 / 100,00  | 3,71 |
|                         | Partido Renovador Democrático | 1 660  | 9,08 / 100,00   | Novo |
|                         | Aliança Povo Unido            | 992    | 5,43 / 100,00   | 0,55 |
|                         | Partido da Democracia Cristã  | 231    | 1,26 / 100,00   | 0,28 |
|                         | Outros                        | 554    | 3,03 / 100,00   |      |
| Votos Inválidos         | Votos Inválidos               | 683    | 3,74 / 100,00   | 0,18 |
| Total                   | Total                         | 18 283 | 100,00 / 100,00 |      |
| Eleitorado/Participação | Eleitorado/Participação       | 28 069 | 65,14 / 100,00  | 3,67 |

### Carrazeda de Ansiães
| Partido                 | Partido                           | Votos | %               | +/-   |
| ----------------------- | --------------------------------- | ----- | --------------- | ----- |
|                         | Partido Social Democrata          | 2 231 | 40,00 / 100,00  | 12,75 |
|                         | Partido Socialista                | 1 090 | 19,54 / 100,00  | 6,66  |
|                         | Centro Democrático e Social       | 1 008 | 18,07 / 100,00  | 17,77 |
|                         | Partido Renovador Democrático     | 413   | 7,41 / 100,00   | Novo  |
|                         | Aliança Povo Unido                | 272   | 4,88 / 100,00   | 1,81  |
|                         | Partido da Democracia Cristã      | 107   | 1,92 / 100,00   | 0,98  |
|                         | Partido Socialista Revolucionário | 56    | 1,00 / 100,00   | 0,58  |
|                         | Outros                            | 149   | 2,67 / 100,00   |       |
| Votos Inválidos         | Votos Inválidos                   | 251   | 4,50 / 100,00   | 0,26  |
| Total                   | Total                             | 5 577 | 100,00 / 100,00 |       |
| Eleitorado/Participação | Eleitorado/Participação           | 8 145 | 68,47 / 100,00  | 3,46  |

### Freixo de Espada à Cinta
| Partido                 | Partido                       | Votos | %               | +/-  |
| ----------------------- | ----------------------------- | ----- | --------------- | ---- |
|                         | Partido Social Democrata      | 1 136 | 37,05 / 100,00  | 4,58 |
|                         | Partido Socialista            | 1 015 | 33,11 / 100,00  | 5,43 |
|                         | Aliança Povo Unido            | 236   | 7,70 / 100,00   | 0,94 |
|                         | Centro Democrático e Social   | 224   | 7,31 / 100,00   | 4,94 |
|                         | Partido Renovador Democrático | 200   | 6,52 / 100,00   | Novo |
|                         | Partido da Democracia Cristã  | 31    | 1,01 / 100,00   | 0,43 |
|                         | Outros                        | 111   | 3,63 / 100,00   |      |
| Votos Inválidos         | Votos Inválidos               | 113   | 3,68 / 100,00   | 0,29 |
| Total                   | Total                         | 3 066 | 100,00 / 100,00 |      |
| Eleitorado/Participação | Eleitorado/Participação       | 4 508 | 68,01 / 100,00  | 3,92 |

### Macedo de Cavaleiros
| Partido                 | Partido                       | Votos  | %               | +/-  |
| ----------------------- | ----------------------------- | ------ | --------------- | ---- |
|                         | Partido Social Democrata      | 4 162  | 39,32 / 100,00  | 0,10 |
|                         | Centro Democrático e Social   | 2 366  | 22,35 / 100,00  | 0,34 |
|                         | Partido Socialista            | 2 104  | 19,88 / 100,00  | 6,27 |
|                         | Partido Renovador Democrático | 588    | 5,56 / 100,00   | Novo |
|                         | Aliança Povo Unido            | 421    | 3,98 / 100,00   | 0,28 |
|                         | Partido da Democracia Cristã  | 195    | 1,84 / 100,00   | 0,68 |
|                         | Outros                        | 308    | 2,91 / 100,00   |      |
| Votos Inválidos         | Votos Inválidos               | 440    | 4,16 / 100,00   | 0,17 |
| Total                   | Total                         | 10 584 | 100,00 / 100,00 |      |
| Eleitorado/Participação | Eleitorado/Participação       | 16 206 | 65,31 / 100,00  | 3,80 |

### Miranda do Douro
| Partido                 | Partido                           | Votos | %               | +/-  |
| ----------------------- | --------------------------------- | ----- | --------------- | ---- |
|                         | Partido Social Democrata          | 2 161 | 43,68 / 100,00  | 5,22 |
|                         | Partido Socialista                | 1 253 | 25,33 / 100,00  | 6,25 |
|                         | Centro Democrático e Social       | 548   | 11,08 / 100,00  | 5,90 |
|                         | Partido Renovador Democrático     | 254   | 5,13 / 100,00   | Novo |
|                         | Aliança Povo Unido                | 185   | 3,74 / 100,00   | 0,60 |
|                         | Partido da Democracia Cristã      | 86    | 1,74 / 100,00   | 0,94 |
|                         | União Democrática Popular         | 59    | 1,19 / 100,00   | 0,47 |
|                         | Partido Socialista Revolucionário | 54    | 1,09 / 100,00   | 0,65 |
|                         | Outros                            | 98    | 1,98 / 100,00   |      |
| Votos Inválidos         | Votos Inválidos                   | 249   | 5,04 / 100,00   | 0,38 |
| Total                   | Total                             | 4 947 | 100,00 / 100,00 |      |
| Eleitorado/Participação | Eleitorado/Participação           | 7 952 | 62,21 / 100,00  | 6,38 |

### Mirandela
| Partido                 | Partido                       | Votos  | %               | +/-   |
| ----------------------- | ----------------------------- | ------ | --------------- | ----- |
|                         | Partido Social Democrata      | 5 850  | 38,22 / 100,00  | 3,62  |
|                         | Partido Socialista            | 2 990  | 19,53 / 100,00  | 10,53 |
|                         | Centro Democrático e Social   | 2 820  | 18,42 / 100,00  | 2,76  |
|                         | Partido Renovador Democrático | 1 357  | 8,86 / 100,00   | Novo  |
|                         | Aliança Povo Unido            | 1 064  | 6,95 / 100,00   | 0,46  |
|                         | Partido da Democracia Cristã  | 246    | 1,61 / 100,00   | 0,53  |
|                         | Outros                        | 418    | 2,73 / 100,00   |       |
| Votos Inválidos         | Votos Inválidos               | 563    | 3,68 / 100,00   | 0,37  |
| Total                   | Total                         | 15 308 | 100,00 / 100,00 |       |
| Eleitorado/Participação | Eleitorado/Participação       | 22 612 | 67,70 / 100,00  | 4,43  |

### Mogadouro
| Partido                 | Partido                       | Votos  | %               | +/-  |
| ----------------------- | ----------------------------- | ------ | --------------- | ---- |
|                         | Partido Social Democrata      | 3 533  | 48,06 / 100,00  | 0,69 |
|                         | Partido Socialista            | 1 497  | 20,36 / 100,00  | 5,32 |
|                         | Centro Democrático e Social   | 1 189  | 16,17 / 100,00  | 0,93 |
|                         | Partido Renovador Democrático | 278    | 3,78 / 100,00   | Novo |
|                         | Aliança Povo Unido            | 243    | 3,31 / 100,00   | 0,61 |
|                         | Partido da Democracia Cristã  | 144    | 1,96 / 100,00   | 0,55 |
|                         | Outros                        | 205    | 2,78 / 100,00   |      |
| Votos Inválidos         | Votos Inválidos               | 262    | 3,57 / 100,00   | 0,16 |
| Total                   | Total                         | 7 351  | 100,00 / 100,00 |      |
| Eleitorado/Participação | Eleitorado/Participação       | 11 255 | 65,31 / 100,00  | 7,49 |

### Torre de Moncorvo
| Partido                 | Partido                       | Votos  | %               | +/-  |
| ----------------------- | ----------------------------- | ------ | --------------- | ---- |
|                         | Partido Social Democrata      | 2 359  | 33,60 / 100,00  | 4,57 |
|                         | Partido Socialista            | 2 128  | 30,31 / 100,00  | 5,89 |
|                         | Centro Democrático e Social   | 1 062  | 15,13 / 100,00  | 7,24 |
|                         | Partido Renovador Democrático | 458    | 6,52 / 100,00   | Novo |
|                         | Aliança Povo Unido            | 382    | 5,44 / 100,00   | 0,87 |
|                         | Partido da Democracia Cristã  | 98     | 1,40 / 100,00   | 0,77 |
|                         | Outros                        | 237    | 3,37 / 100,00   |      |
| Votos Inválidos         | Votos Inválidos               | 297    | 4,23 / 100,00   | 0,15 |
| Total                   | Total                         | 7 021  | 100,00 / 100,00 |      |
| Eleitorado/Participação | Eleitorado/Participação       | 10 958 | 64,07 / 100,00  | 3,91 |

### Vila Flor
| Partido                 | Partido                           | Votos | %               | +/-  |
| ----------------------- | --------------------------------- | ----- | --------------- | ---- |
|                         | Partido Social Democrata          | 1 984 | 39,31 / 100,00  | 0,11 |
|                         | Centro Democrático e Social       | 894   | 17,71 / 100,00  | 0,97 |
|                         | Partido Socialista                | 888   | 17,59 / 100,00  | 9,90 |
|                         | Aliança Povo Unido                | 412   | 8,16 / 100,00   | 1,53 |
|                         | Partido Renovador Democrático     | 351   | 6,95 / 100,00   | Novo |
|                         | Partido da Democracia Cristã      | 113   | 2,24 / 100,00   | 1,09 |
|                         | Partido Socialista Revolucionário | 57    | 1,13 / 100,00   | 0,60 |
|                         | Outros                            | 108   | 2,14 / 100,00   |      |
| Votos Inválidos         | Votos Inválidos                   | 240   | 4,76 / 100,00   | 1,11 |
| Total                   | Total                             | 5 047 | 100,00 / 100,00 |      |
| Eleitorado/Participação | Eleitorado/Participação           | 7 112 | 70,96 / 100,00  | 2,75 |

### Vimioso
| Partido                 | Partido                           | Votos | %               | +/-  |
| ----------------------- | --------------------------------- | ----- | --------------- | ---- |
|                         | Partido Social Democrata          | 1 848 | 50,87 / 100,00  | 0,42 |
|                         | Partido Socialista                | 842   | 23,18 / 100,00  | 6,43 |
|                         | Centro Democrático e Social       | 189   | 5,20 / 100,00   | 0,29 |
|                         | Partido Renovador Democrático     | 145   | 3,99 / 100,00   | Novo |
|                         | Aliança Povo Unido                | 110   | 3,03 / 100,00   | 0,89 |
|                         | Partido da Democracia Cristã      | 74    | 2,04 / 100,00   | 1,28 |
|                         | Partido Socialista Revolucionário | 44    | 1,21 / 100,00   | 0,53 |
|                         | Outros                            | 100   | 2,75 / 100,00   |      |
| Votos Inválidos         | Votos Inválidos                   | 281   | 7,74 / 100,00   | 1,52 |
| Total                   | Total                             | 3 633 | 100,00 / 100,00 |      |
| Eleitorado/Participação | Eleitorado/Participação           | 6 167 | 58,91 / 100,00  | 6,21 |

### Vinhais
| Partido                 | Partido                       | Votos  | %               | +/-  |
| ----------------------- | ----------------------------- | ------ | --------------- | ---- |
|                         | Partido Social Democrata      | 2 371  | 31,38 / 100,00  | 4,05 |
|                         | Centro Democrático e Social   | 1 979  | 26,19 / 100,00  | 5,55 |
|                         | Partido Socialista            | 1 686  | 22,31 / 100,00  | 5,37 |
|                         | Partido Renovador Democrático | 478    | 6,33 / 100,00   | Novo |
|                         | Aliança Povo Unido            | 342    | 4,53 / 100,00   | 0,06 |
|                         | Partido da Democracia Cristã  | 116    | 1,54 / 100,00   | 0,48 |
|                         | Outros                        | 259    | 3,43 / 100,00   |      |
| Votos Inválidos         | Votos Inválidos               | 325    | 4,30 / 100,00   | 0,04 |
| Total                   | Total                         | 7 556  | 100,00 / 100,00 |      |
| Eleitorado/Participação | Eleitorado/Participação       | 12 557 | 60,17 / 100,00  | 1,27 |